# Zé Cabra
 (octobre 2015).
Si vous disposez d'ouvrages ou d'articles de référence ou si vous connaissez des sites web de qualité traitant du thème abordé ici, merci de compléter l'article en donnant les références utiles à sa vérifiabilité et en les liant à la section « Notes et références ».
Casimiro Antonio Serra Afonso, alias Zé Cabra ou Joe Goat (né à Gralhòs, Macedo de Cavaleiros, le 25 juin 1965), est un peintre et chanteur comédien portugais. Il habite en France.

## Discographie
- "Deixei tudo por ela"
- "Quanto mais eu lhe dou mais ela quer"
- "Lágrimas"
- "Passa a noite comigo morena"